# Taketo Shiokawa
Taketo Shiokawa (født 17. december 1977) er en tidligere japansk fodboldspiller.
Han har spillet for flere forskellige klubber i sin karriere, herunder Kawasaki Frontale og Yokohama F. Marinos.